# 奈良市立図書館
奈良市立図書館（ならしりつとしょかん）は、奈良県奈良市にある市立図書館である。

## 図書館一覧

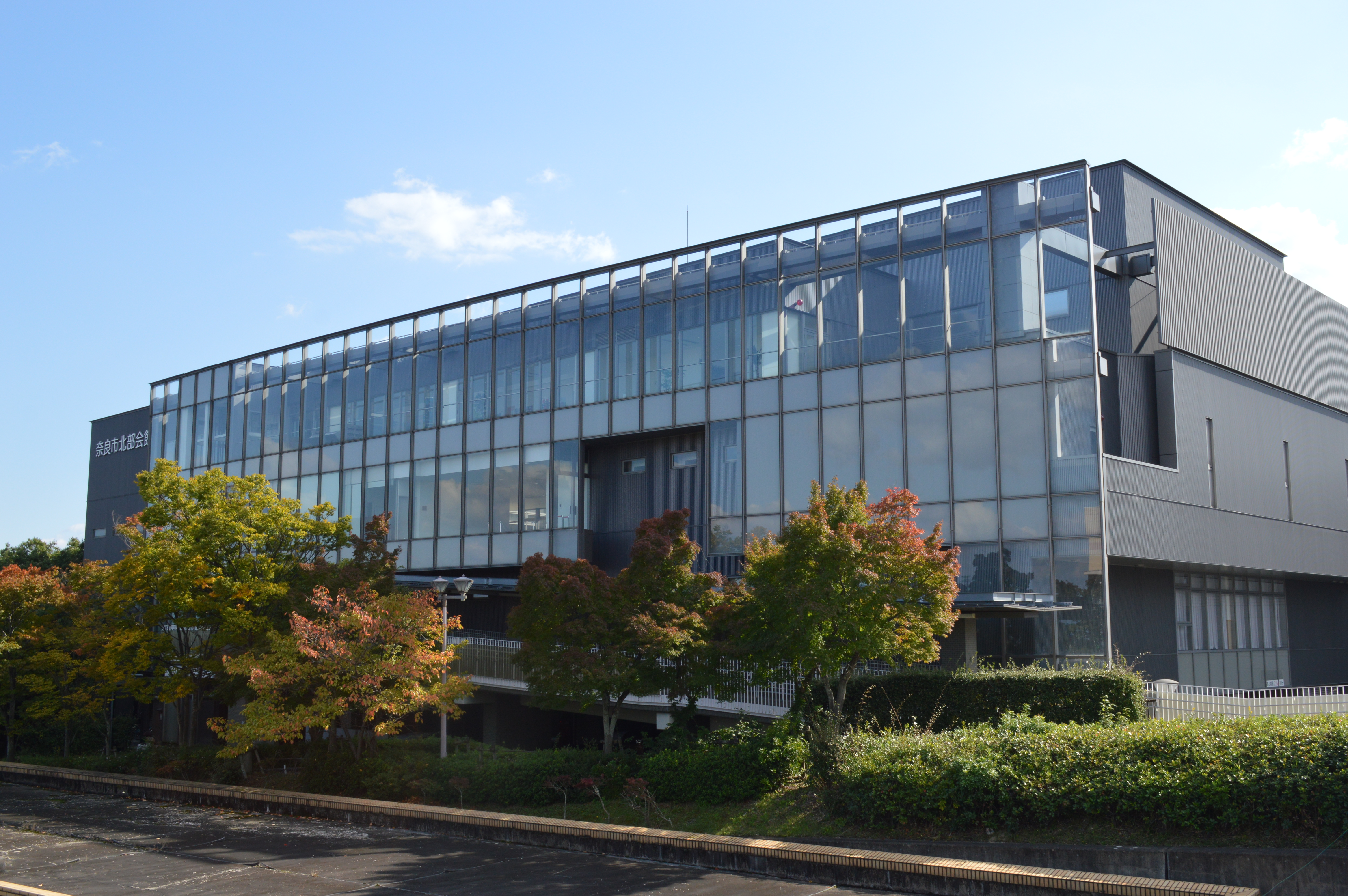
奈良市立北部図書館が入っている奈良市北部会館

- 奈良市立中央図書館 - 奈良県奈良市東寺林町38 ならまちセンター3階・4階
- 奈良市立北部図書館 - 奈良市右京一丁目1番地の4  奈良市北部会館4階
- 奈良市立西部図書館 - 奈良市鶴舞西町1番21号
- 中央移動図書館
- 西部移動図書館

## 奈良市立中央図書館
奈良市立中央図書館（ならしりつちゅうおうとしょかん）は、奈良県奈良市東寺林町38のならまちセンター内にある。

### サービス
- 開館時間：午前9:30-午後7:00（日曜は午後5:00まで）
- 休館日
  - 毎週月曜と毎月月末（12月は28日、月曜の場合は前日）
  - 国民の祝日（月曜の場合は翌日）、その前日及び翌日が国民の祝日である日（月曜・火曜の場合を除く）
  - 12月29日から翌年1月4日まで

### 交通
- アクセス　近鉄奈良線近鉄奈良駅から徒歩10分。